# (7400) Lenau
(7400) Lenau – planetoida z pasa głównego asteroid okrążająca Słońce w ciągu 5 lat i 29 dni w średniej odległości 2,95 j.a. Została odkryta 21 sierpnia 1987 roku w Europejskim Obserwatorium Południowym przez Erica Elsta. Nazwa planetoidy pochodzi od Nikolausa Lenau (1802-1850), austriackiego pisarza. Przed nadaniem nazwy planetoida nosiła oznaczenie tymczasowe (7400) 1987 QW1.